# Nicetes Eugenià
Nicetes Eugenià (en llatí Nicetas Eugenianus, en grec Νικήτας) va ser un poeta romà d'Orient que va viure probablement a la part final del segle xii.
Va escriure una novel·la anomenada La Història de les vides de Drosil·la i Caricles, novel·la considerada per sota del nivell mig romà d'Orient. Aquesta obra va ser publicada per primer cop el 1819 en dos volums, per Jean François Boissonade juntament amb fragments de poemes eròtics de Constantí Manasses.